# 土屋守
土屋 守（つちや まもる、1954年2月17日 - ）は、日本のウイスキー評論家、作家。ウイスキーガロア（whiskygalore）編集長、ウイスキー文化研究所代表。
イギリス文化に精通し、旅行や紅茶、ウイスキー、なかでもスコッチ・ウイスキーを中心とした著作を多数手がけた。

## 来歴
新潟県佐渡出身。学習院大学文学部国文学科卒業。フォトジャーナリストや新潮社『FOCUS』編集部などを経て、1987年に渡英。1993年までイギリス在住。
1998年、ハイランド・ディスティラーズ社より「世界のウイスキーライター5人」の一人として選ばれる。
2001年、自らを代表とするスコッチ文化研究所（現・ウイスキー文化研究所）を設立。日本初のウイスキー専門誌『The Whisky World』（2005年3月-2016年12月）『ウイスキー通信』（2001年3月-2016年12月）の編集長を務めた後、2017年2月に『Whisky Galore』を創刊して編集長となる。
2014年9月から2015年3月に放送されたNHK朝の連続テレビ小説『マッサン』では、ウイスキー考証として監修を務めた。

## 著書
- 『スコッチ・モルト・ウィスキー』（新潮社とんぼの本・共著、1992年）
- 『渓流釣りVOL.7地球の釣り方』（朔風社・共著、イギリス・アイスランド担当、1991年）
- 『イギリス・カントリー四季物語』（東京書籍、1994年）
- 『イギリス・カントリー紀行』（東京書籍、1995年）
- 『モルトウィスキー大全』（小学館、1995年）
- 『私の英国物語』（講談社・共著、1996年）
- 『紅茶のある風景』（駿台曜曜社、1996年）
- 『英国カントリーホテルの休日』（東京書籍、1996年）
- 『スコッチへの旅12ヵ月』（ソニー・ファミリー・クラブ、1996年）
- 『イギリス病のすすめ』（社会思想社・共著、1997年）- のち『イギリス病のすすめ』（講談社文庫・共著、2001年）
- 『イギリスからの贈りもの』（駿台曜曜社、1997年）
- 『ブレンデッド・スコッチ大全』（小学館、1999年）
- 『スコッチ三昧』（新潮選書、2000年）
- 『スコットランド旅の物語』（東京書籍、2000年）
- 『モルトウィスキー・コンパニオン』（小学館・監修、2000年）
- 『モルトウィスキー大全・改訂版』（小学館、2002年）
- 『英国　花の物語』（東京書籍・共著、2002年）
- 『イギリスカントリー四季物語』（講談社文庫、2002年）
- 『シングルモルトを愉しむ』（光文社新書、2002年）
- 『モルトウィスキー・コンパニオン改訂版』（小学館・翻訳監修、2005年）
- 『ワインと洋酒を深く識る酒のコトバ171』（講談社・共著、2006年）
- 『スコットランド文化事典』（原書房・共著、スコッチの項担当、2006年）
- 『ウイスキー通』（新潮選書、2007年）
- 『シングルモルト『超』入門』（ソニー・マガジンズ、2008年）
- 『スコッチウィスキー紀行』（東京書籍、2008年）
- 『ウイスキーちょっといい話　“通”に捧げる100のトリビア』（ソニー・マガジンズ、2008年）
- 『シングルモルトウィスキー大全』（小学館、2009年）
- 『シングルモルト検定　その問題と解説』（スコッチ文化研究所・監修、2011年）
- 『ゼロから始めるウイスキー入門』（KADOKAWAメディアファクトリー・監修、2014年）
- 『ブレンデッドウィスキー大全』（小学館、2014年）
- 『竹鶴政孝とウイスキー』（東京書籍、2014年）
- 『新版　シングルモルトを愉しむ』（光文社 知恵の森文庫、2014年）
- 『ウイスキー検定公式テキスト』（小学館・監修、2014年）
- 『ウイスキー検定JW級公式テキスト』（スコッチ文化研究所・監修）
- 『伝説と呼ばれる　至高のウイスキー101』（WAVE出版・翻訳/監修/執筆、2015年）
- 『ウイスキー完全バイブル』（ナツメ社・監修、2015年）
- 『ウイスキーコニサー資格認定試験教本』上下巻（ウイスキー文化研究所、2021年）

## テレビ出演
- 20世紀列車がゆく アフリカの夜明けを追って (1998年12月29日、NHK BS2) - 旅人
- 逆転人生『親子2代の夢を実現　世界が認めたウイスキー』 (2020年5月25日、NHK 総合) - コメンテーター（ウイスキー評論家として）